# بيل 214 إس تي

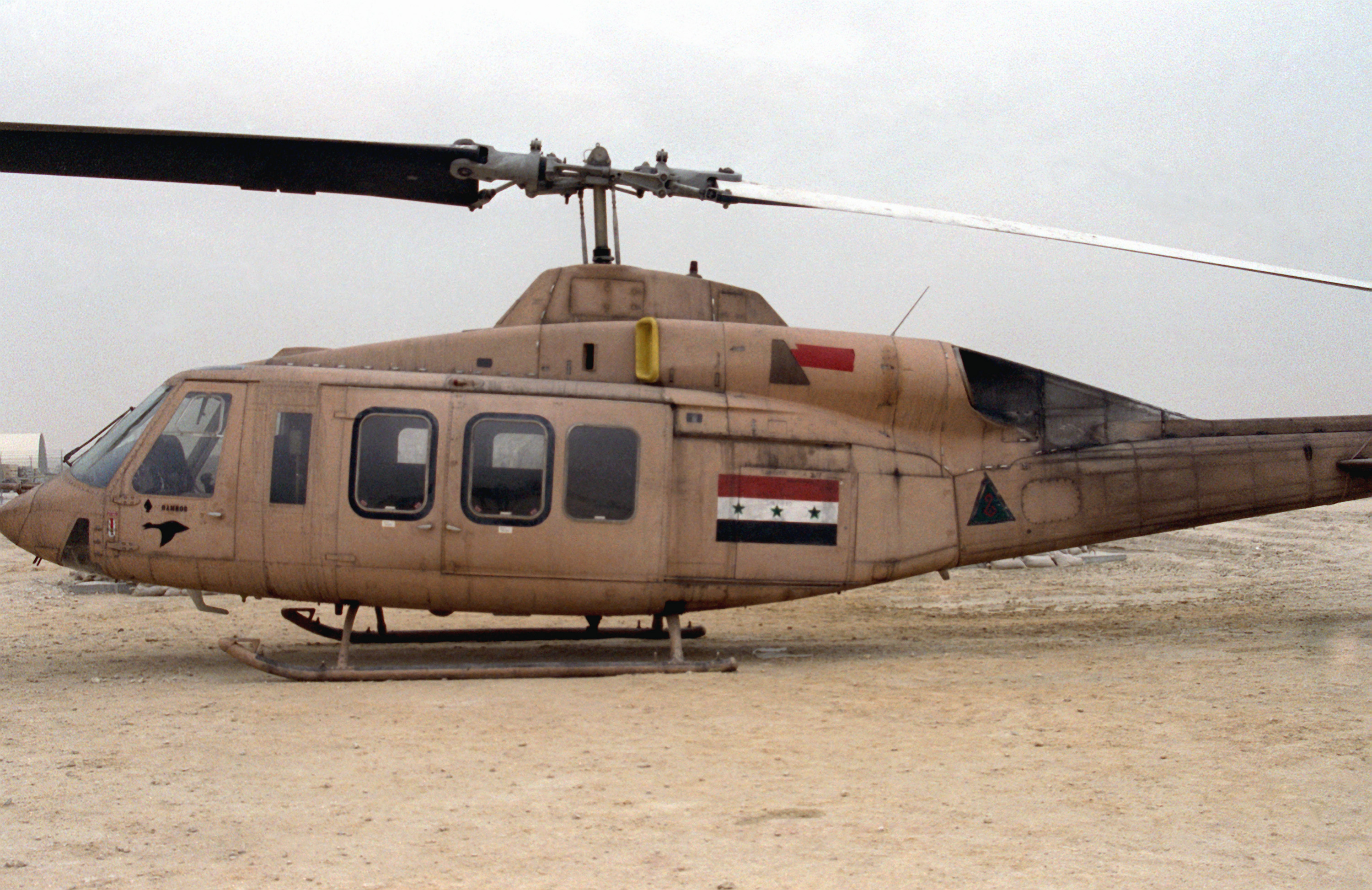
مروحية بيل 214 إس تي العراقية ، والتي أوقفتها قوات التحالف وأجبرتها على نزول المروحية في القاعدة الجوية بمدينة الجبيل

بيل 214 إس تي  (بالإنجليزية: Bell 214ST)‏ هي مروحية أنتجت في 1979 بالولايات المتحدة. من صناعة بيل للمروحيات. كان أول طيران لها في 1977. دخلت الخدمة في 1982، ومازالت في الخدمة حتى الآن.

## المستخدمون
- البحرية الملكية التايلاندية
- Royal Brunei Air Force
- القوات الجوية البيروفية